# يوكي كيكوموتو
يوكي كيكوموتو (باليابانية: 菊本 侑希) (مواليد 10 يوليو 1993)، هو لاعب كرة قدم ياباني سابق كان يلعب كمدافع.

## وصلات خارجية
- يوكي كيكوموتو على موقع رابطة كرة القدم اليابانية للمحترفين (اليابانية)
- يوكي كيكوموتو على موقع قاعدة بيانات كرة القدم.إي يو (الإنجليزية)